# Maria Withoos

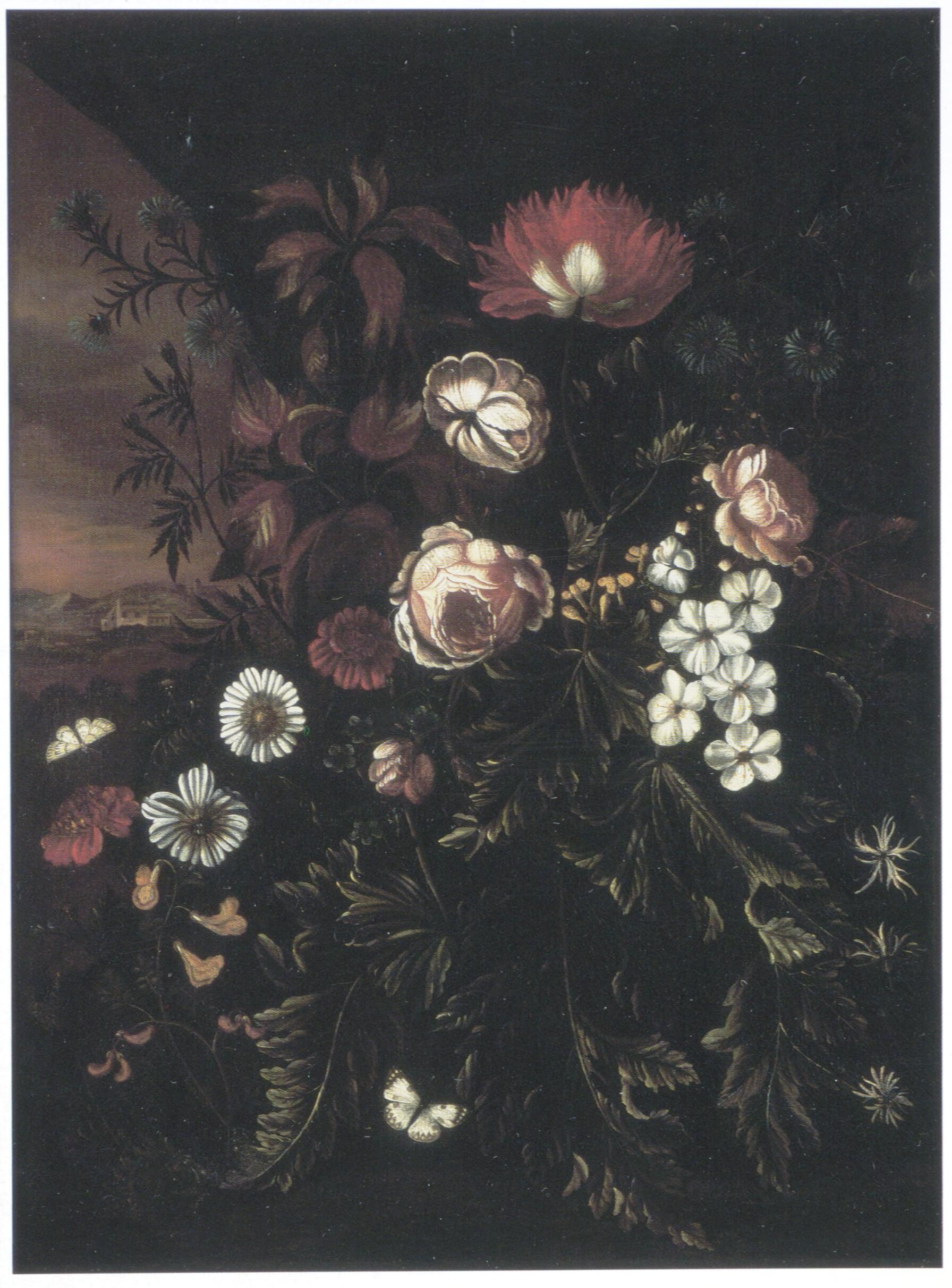
Bloemen en planten met links een doorkijk naar een Italiaans landschap, ca. 1700, toegeschreven aan Maria of Alida Withoos

Maria Withoos (Amersfoort, gedoopt 8 mei 1663 - Hoorn, na 1699) was een Nederlands kunstschilderes en tekenares uit de periode van de Gouden Eeuw. Zij vervaardigde landschappen en (bloem)stillevens. Zij was voornamelijk actief in Hoorn, waar het gezin Withoos vanuit Amersfoort naartoe verhuisde vanwege de perikelen van het rampjaar 1672.
Maria maakte deel uit van het kunstenaarsgezin van vader Matthias Withoos. Vijf van zijn zeven kinderen traden in zijn voetsporen en werden door hem opgeleid. Maria was de zuster van Alida en van de broers Johannes, Pieter en Frans.
Maria is tweemaal getrouwd geweest, eerst met Johannes Brickely en na diens dood met Dirck Knijp. Uit beide huwelijken werd een zoon geboren, Johannes (1696) en Mattias (1699).
Het werk van Maria Withoos is soms moeilijk te onderscheiden van dat van haar vader, mede gezien de gelijkluidende initialen. Werk van Matthias is mogelijk aan haar toe te schrijven, evenals een enkel werk van haar zuster Alida.
Over de sterfdatum van Maria Withoos bestaat geen zekerheid.